# Фармінгдейл (переписна місцевість, Мен)
Фармінгдейл (англ. Farmingdale) — переписна місцевість (CDP) в США, в окрузі Кеннебек штату Мен. Населення — 2000 осіб (2020).

## Географія
Фармінгдейл розташований за координатами 44°15′5″ пн. ш. 69°47′4″ зх. д. / 44.25139° пн. ш. 69.78444° зх. д. (44.251387, -69.784475).  За даними Бюро перепису населення США в 2010 році переписна місцевість мала площу 6,71 км², з яких 6,18 км² — суходіл та 0,53 км² — водойми.

## Демографія
Згідно з переписом 2010 року, у переписній місцевості мешкало 1970 осіб у 869 домогосподарствах у складі 521 родини. Густота населення становила 294 особи/км².  Було 959 помешкань (143/км²).
Расовий склад населення:
| - 95,4 % — білих - 1,1 % — азіатів - 0,9 % — чорних або афроамериканців - 0,3 % — корінних американців - 0,1 % — вихідців з тихоокеанських островів |

До двох чи більше рас належало 1,7 %. Частка іспаномовних становила 1,8 % від усіх жителів.
За віковим діапазоном населення розподілялося таким чином: 22,0 % — особи молодші 18 років, 58,4 % — особи у віці 18—64 років, 19,6 % — особи у віці 65 років та старші. Медіана віку мешканця становила 41,6 року. На 100 осіб жіночої статі у переписній місцевості припадало 90,5 чоловіків;  на 100 жінок у віці від 18 років та старших — 88,0 чоловіків також старших 18 років.
Середній дохід на одне домашнє господарство  становив 35 907 доларів США (медіана — 26 287), а середній дохід на одну сім'ю — 40 092 долари (медіана — 24 766). За межею бідності перебувало 31,2 % осіб, у тому числі 64,8 % дітей у віці до 18 років та 7,7 % осіб у віці 65 років та старших.
Цивільне працевлаштоване населення становило 525 осіб. Основні галузі зайнятості: науковці, спеціалісти, менеджери — 27,4 %, публічна адміністрація — 14,9 %, освіта, охорона здоров'я та соціальна допомога — 14,7 %.